# John Watson
John Broadus Watson (9. ledna 1878, Greenville, Jižní Karolína — 25. srpna 1958, New York) byl americký psycholog, zakladatel behaviorismu. Byl 17. nejcitovanějším psychologem ve 20. století.
Narodil se a vyrostl v Greenville v Jižní Karolíně, navštěvoval Furmanovu Universitu (byl výborný student, magisterský titul získal v 21 letech). Doktorský titul (Ph.D.) v oboru psychologie získal na Chicagské univerzitě roku 1903. Tam poté i učil, než se v roce 1908 stal profesorem psychologie na Johns Hopkins University. Založil zde laboratoř pro výzkum lidí i zvířat.
Proslavil se následujícím výrokem: „Dejte mi na výchovu tucet zdravých dětí a já vám zaručím, že z každého z nich vychovám specialistu, jakého náhodně zvolím – lékaře, právníka, umělce, obchodníka, dokonce i žebráka, zloděje – bez ohledu na jeho talent, sklony i bez ohledu na vlastnosti jeho předků“.
Zkoumal podněty z okolí, reakce na ně a odměny a tresty, které následují. – Stimul a následná reakce. Watson říká: vědomí pro něj neexistuje, protože není vidět, jen se o něm mluví.